# Jean-Baptiste de Sade (évêque)
Pour les autres membres de la famille, voir Maison de Sade.
Jean-Baptiste de Sade (né le 14 juillet 1633 à Mazan et mort le 19 décembre 1707 à Cavaillon) est un ecclésiastique qui fut évêque de Cavaillon de 1665 à 1707.

## Biographie
Jean Baptiste de Sade est un aristocrate qui appartient à la maison de Sade. Il est le 4e fils du comte Jean-Baptiste de Sade et de Diane de Simiane, dame de La Coste. Prévôt de Bonnieux et Cucuron et il est nommé en 1665 évêque de Cavaillon comme successeur de son oncle Richard de Sade; il est confirmé le 1er mars 1666 et consacré à Rome le 14 mars par le cardinal Francesco Barberini qui avait déjà consacré son oncle six ans plus tôt.
Il organise en 1669 le mariage de son frère Côme de Sade avec Élisabeth Louet de Nogaret de Calvisson. Il implante les Carmélites à Cavaillon et les Hospitalières de Saint-Joseph à l'Isle. Il est par ailleurs l'auteur des ouvrages: Instructions chrétiennes et morales sur divers passages de l'Écriture Sainte et Adoration de sacrament de l'Eucharistie.